# Joseph Lamb Popham
Joseph Lamb Popham (1766?-Falmounth estado de Cornualles, Inglaterra, 20 de febrero de 1833) Capitán británico. Medio Hermano de Sir Home Riggs Popham.

## Biografía
Realizó la carrera militar en la Royal Navy. En 1794 es designado teniente y en 1797 comandante.
El 17 de julio se casa cerca de Helston con la señorita Wallis de Trevarno.
Su hijo era High Sheriff de Cornwall al momento de su muerte.
Fallece el 20 de febrero de 1833 a los 63 años.
Su hija mayor se llamaba Phillippa Wallis, quien se casó el 23 de julio de 1837 con Ogle de Brompton.